# كريستينا شامبيرس
كريستينا شامبيرس (بالإنجليزية: Christina Chambers)‏ هي عارضة وممثلة أمريكية، ولدت في 24 أكتوبر 1969 في الولايات المتحدة.

## وصلات خارجية
- كريستينا شامبيرس على موقع IMDb (الإنجليزية)
- كريستينا شامبيرس على موقع ألو سيني (الفرنسية)
- كريستينا شامبيرس على موقع أول موفي (الإنجليزية)
- كريستينا شامبيرس على موقع قاعدة بيانات الفيلم (الإنجليزية)
- كريستينا شامبيرس على موقع كينوبويسك (الروسية)